# El menut se'n va de marxa
 El menut se'n va de marxa  (original: Baby's Day Out) és una comèdia familiar dirigida per Patrick Read Johnson, estrenada el 1994 i doblada al català.

## Argument
Als nou mesos, Bebè Bink, que és l'orgull dels seus riquíssims pares, està a punt de començar el dia com sempre: esmorzar, un bany i el seu llibre de contes favorits: " El menut se'n va de marxa " i és segrestat pels tres malfactors més penjats de la ciutat. Aquests estan segurs del seu cop, fins al moment en què Bebè Bink escapa a la seva vigilància i es troba lliure. Perseguit pels tres gàngsters, viurà aventures tan boges com les del seu llibre preferit!.

## Repartiment
- Joe Mantegna: Eddie
- Joe Pantoliano: Norby
- Lara Flynn Boyle: Laraine Cotwell
- Brian Haley: Veeko
- Fred Thompson: L'agent de l'FBI Dale Grissom
- John Neville: Mr. Andrews
- Matthew Glave: Bennington Cotwell
- Anna Thomson: Mrs. McCray
- Cynthia Nixon: Gilbertine
- Jacob Joseph Worton: Bebè Bink
- Adam Robert Worton: Bebè Bink
- Verne Troyer: La forma de Bebè Bink